# Orbellia myiopiformis
Orbellia myiopiformis är en tvåvingeart som beskrevs av Robineau-desvoidy 1830. Orbellia myiopiformis ingår i släktet Orbellia och familjen myllflugor. Inga underarter finns listade i Catalogue of Life.

## Bildgalleri

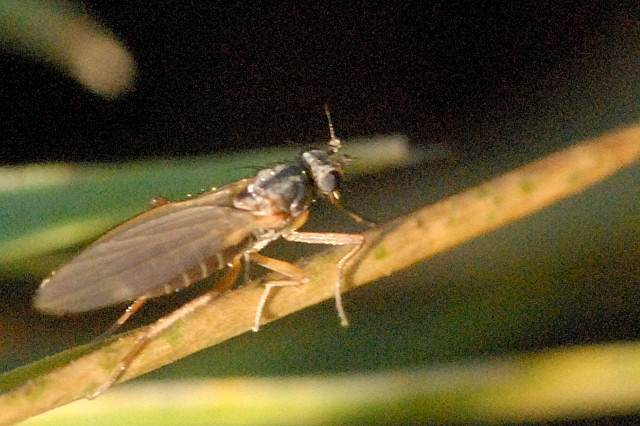